# Chelsea Noble
Chelsea Noble (Cheektowaga, 4 dicembre 1964) è un'attrice statunitense.

## Biografia
Si è diplomata al Maryvale High School (Cheektowaga, New York), e successivamente ha frequentato l'Università Statale di New York a Geneseo.

## Carriera
Noble è famosa per essere stata attrice di Gli amici di papà, Chi è il boss, Fireproof, Genitori in blue jeans nel ruolo di Kate MacDonald.

## Vita privata
È sposata con l'attore Kirk Cameron dal luglio 1991 e hanno sei figli di cui quattro adottivi. Ha recitato in molti film col marito, fra cui nella serie televisiva Kirk.

## Filmografia parziale

### Televisione
- Cin Cin (Cheers) - Serie TV, stagione 7 episodio 9 (1989)
- Kirk – serie TV, 31 episodi (1995-1996)
- Una fortuna da cani (You Lucky Dog), regia di Paul Schneider – film TV (1998)